# Плау ам Зе
Плау ам Зе (њем. Plau am See) град је у њемачкој савезној држави Мекленбург-Западна Померанија. Једно је од 76 општинских средишта округа Пархим. Према процјени из 2010. у граду је живјело 5.771 становника. Посједује регионалну шифру (AGS) 13060061.

## Географски и демографски подаци
Плау ам Зе се налази у савезној држави Мекленбург-Западна Померанија у округу Пархим. Град се налази на надморској висини од 70 метара. Површина општине износи 77,5 km². У самом граду је, према процјени из 2010. године, живјело 5.771 становника. Просјечна густина становништва износи 75 становника/km².

## Међународна сарадња
| Мјесто | Држава | Врста сарадње | Од    |
| ------ | ------ | ------------- | ----- |
| Нистед | Данска | партнерство   | 1993. |
| Извор  |        |               |       |